# 津巴布韦英雄节
津巴布韦英雄节，又称作津巴布韦英雄日、国家英雄日（National Heroes Day），为每年8月的第二个星期一，是非洲国家津巴布韦的公共节假日，用以纪念羅德西亞叢林戰爭（津巴布韦解放战争）中的津巴布韦英雄。

## 历史背景
1964年，罗德西亚（津巴布韦前身）爆发内战，当时罗德西亚尚未受国际承认。这场内战后来又被称作第二次革命斗争或津巴布韦解放战争。政府军（前期由总理伊恩·史密斯领导，后期由埃布尔·穆佐雷瓦主教领导）与另外三个势力——津巴布韦非洲民族解放军、津巴布韋非洲民族聯盟（罗伯特·穆加贝领导），以及津巴布韋人民革命軍（約舒亞·恩科莫领导的津巴布韋非洲人民聯盟交战。最终，在1980年选举后，津巴布韦的独立得到了国际社会认可。罗德西亚丛林战争持续了15年，造成了10,000名游击队员牺牲和20,000名平民死亡。建国后，津巴布韦便设立了国家英雄日以纪念战争中的英雄，2025年是第45个国家英雄日。

## 庆祝活动
每年，津巴布韦都会在首都哈拉雷市中心以南約七公里的国家英雄广场（National Heroes Acre）举行纪念仪式，纪念解放战争中牺牲的英雄，民众到此敬献花圈，津巴布韦总统也会到现场参加纪念活动、发表讲话。当晚，由艺术家举办的“英雄节晚会”通常会在位于英雄广场对面的国家体育场通宵达旦地举行，津巴布韦广播公司电视台会对其进行现场直播，公众亦可免费到场观看。此外，用以庆祝津巴布韦国防军的国防军日在国家英雄日的次日，通常两个节日一起庆祝，这两天全国学校与部分企业会放假以兹纪念。2021年受疫情影响，纪念活动一度转为线上举行。